# Sattam bin Abdulaziz Al Saud

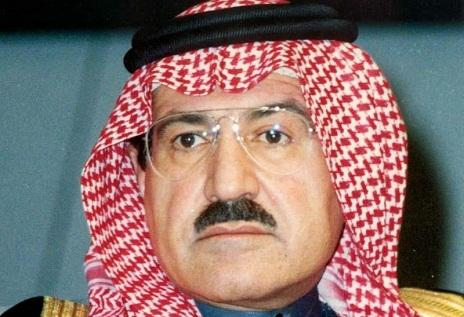
Sattam ibn Abd al-Aziz Al Saud, 2011

Prinz Sattam bin Abdulaziz Al Saud (arabisch سطام بن عبد العزيز آل سعود, DMG Saṭṭām b. ʿAbd al-ʿAzīz Āl Saʿūd; * 21. Januar 1941; † 12. Februar 2013) war ein Prinz aus dem Hause Saud und von November 2011 bis zu seinem Tod Gouverneur der Provinz Riad.

## Leben
Sattam wurde 1941 als 30. Sohn von König Abdulaziz geboren. Seine Mutter Mudhi ist armenischer Herkunft. Er besuchte zuerst die Prinzenschule in Riad und dann das Al-Anjaal-Institut. Später studierte er in San Diego Betriebswirtschaftslehre und schloss das Studium 1965 mit einem Bachelor ab. Von 1979 bis 2011 war er stellvertretender Gouverneur von Riad. Im November 2011 wurde er von König Abdullah als Nachfolger des späteren Königs Salman, der das Amt aufgrund seiner neuen Stellung als Verteidigungsminister abgeben musste, zum Gouverneur ebenjener Provinz ernannt. In dieser Position gestattete er im März 2012 alleinstehenden Männern in Riad den Besuch von Einkaufszentren während der Hauptverkehrszeiten und lockerte damit Beschränkungen, die darauf abzielten, Belästigungen von Frauen ein Ende zu setzen. Das Amt des Gouverneurs von Riad hatte Sattam bis zu seinem Tod im Alter von 72 Jahren inne. Nachfolger wurde sein Neffe Khalid, ein Sohn seines Halbbruders Bandar. Aufgrund seiner Abstammung und Ämter wurde er als möglicher Kandidat für die saudische Thronfolge gesehen.
Sattam hatte vier Vollschwestern und einen Vollbruder, Majid, der Gouverneur der Provinz Mekka war.

## Familie
Sattam war mit seiner Cousine Scheicha bint Abdullah Al Saud, einer Tochter seines Onkels Abdullah bin Abdul Rahman Al Saud, verheiratet und wurde Vater von zwei Töchtern und zwei Söhnen. Sein Sohn Faisal ist seit 2017 Botschafter seines Landes in Italien.

## Sonstiges
Die Prinz-Sattam-Bin-Abdulaziz-Universität, eine staatliche Universität in al-Chardsch, einer Stadt in der Provinz Riad, wurde nach ihm benannt.